# بالسامیناپنتائول

بالسامیناپنتائول (انگلیسی: Balsaminapentaol)نوعی ترکیب شیمیایی است که در ساختار خود دارای سی عدد اتم کربن می باشد.